# Mylabris muata
Mylabris muata là một loài bọ cánh cứng trong họ Meloidae. Loài này được Harold miêu tả khoa học năm 1878.